# Blepharisma
A Blepharisma édes- és sós vízben élő egysejtű csillósok nemzetsége. Mintegy 40 faja és számos változata és törzse ismert. Míg fajai jelentősen eltérő méretűek és alakúak, legtöbbjük könnyen azonosítható vörös vagy rózsaszín pigmentjükkel, a blefarizminnel.
Tagjai hosszú membranellumsorral rendelkeznek a sejtszáj bal oldalán és egy egyesült hosszú csillókból álló, sálra vagy kis vitorlára hasonlító „unduláló membránnal” a perisztóma jobb oldalán kissé hátul.
Egyes fajait modellszervezetként használták tudományos kutatásban. Mivel egyes változatok könnyen tenyészthetők, és könnyen elérhetők, a természettudományos oktatásban gyakran használják.

## Genetika
Számos miniatűr fordítva ismétlődő transzpozon (MITE) jelenhet meg benne, melyekhez a csíravonal genomszerkesztésével alkalmazkodik.

## Morfológia
A Blepharisma hossza 0,05–1 mm közt változik, de leggyakrabban 75–300 μm.  Alakja is változó a nemzetségben: például típusfaja, a B. persicinum ellipszoid, a B. lateritium csepp alakú, lekerekített hátulsó véggel, míg a B. elongatum és a B. sphagni hosszú, vékony, és farokszerű pontba vékonyodik hátul.
Csillói egyenlően oszlanak el hosszanti sorokban, köztük pigmentcsíkokkal. Táplálékát sejtszájába söprik, és mozgásra is használhatók. Vörös vagy rózsaszín pigmentációja halvány lehet, és alkalmanként hiányozhat is. Egy gyakran nagy kontraktilis vakuóluma van hátul. Makronukleuszai több formában lehetnek jelen. Fajtól és életszakasztól függően ez lehet hasáb, tojás, gömb alakú vagy gyöngyfüzér alakú.

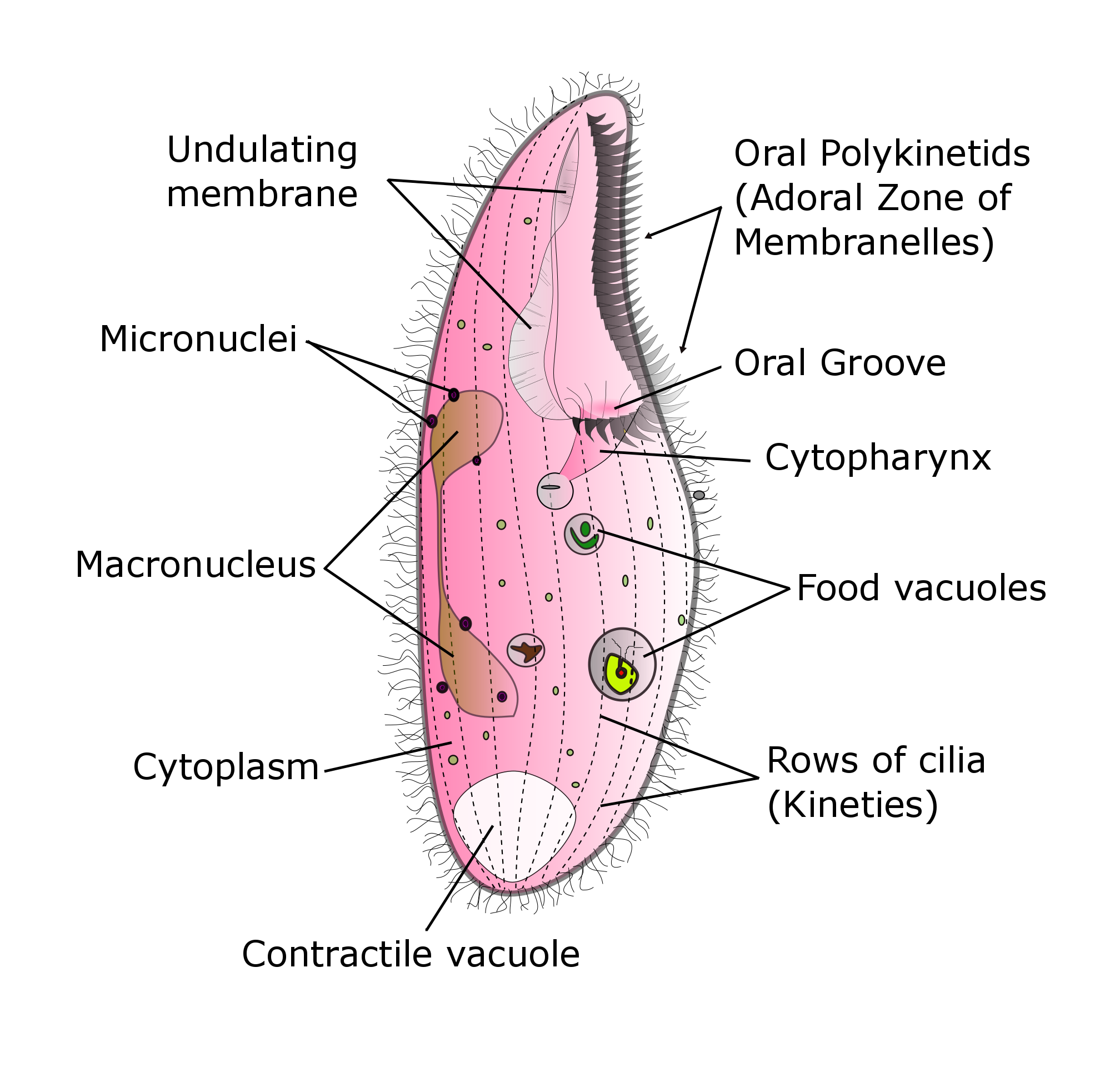
A Blepharisma morfológiája

## Életciklus
Más csillósokhoz haosnlóan a Blepharisma képes ivartalan szaporodásra transzverzális kettéhasadással. Ez történhet spontán, a vegetatív életciklus során, vagy követheti a konjugációt, melynek során örökítőanyagot cserélnek a sejtek. Ekkor 2 élőlény közeli kontaktusba kerül, és időleges sejtplazmahít alakul ki. A két mikronukleusz ezután meiózison megy át, és haploid mikronukleuszok adódnak át az egyik példányról a másiknak. Ez lehetővé teszi az örökletes jellemzők keveredését az ivaros szaporodás más típusaihoz hasonlóan. A konjugációt a két sejt kettéhasadása követi.
A Blepharismában több más csillóshoz hasonlóan gamonok indukálják a konjugációt a kompatibilis partnerek közti interakció stimulálásával.
Bár klonális sejtjei alkalmanként képesek konjugálni (autogámia), a konjugációban általában különböző típusú sejtek vesznek részt. A Blepharisma japonicumban 2 párosodási típus van (I., II.), melyek specifikus feromont (gamon 1-et és 2-t) bocsátanak ki. A közepesen éhes ivarérett I. típusú sejtek autonóm módon termelnek és bocsátanak ki gamon 1-et. Ez specifikusan II. típusú sejtekre hat, úgy módosítva őket, hogy I. típusúakkal egyesüljenek, és gamon 2-szekrécióra ösztönzi őket. Ez ekkor az I. típusú sejteket az II. típusúakkal való egyesülésre ösztönzi. Ekkor az egyesülésre képes sejtek konjugálnak. Ez segíti a kikereszteződést és a káros recesszív mutációk elfedését az ivaros ciklus diploid fázisában.

## Táplálkozás és viselkedés
A Blepharisma számos kisebb élőlényt, például baktériumokat, kerekesférgeket, ostoros algákat, más csillósokat és kisebb fajtársait is eszi. A Blepharisma undulanson végzett kísérletek szerint ez utóbbi gigantizmust okoz. A kisebb Blepharisma-fajokat vagy bizonyos csillósokat (például Colpidium colpoda vagy Tetrahymena fajokat), viszonylag nagy méretre nőnek. Amíg ez változatlan, a csillósevő óriások további óriásokká osztódnak. Ha nincs nagy zsákmány, az utódok normál méretűek.

### Fotobiológia
| Blefarizmin C                                                                                                   | |
| | |
| | |
| IUPAC-név | 5,7,11,13,17,19,23,25-octahydroxy-15-(4-hydroxyphenyl)-6,24-di(propan-2-yl)octacyclo[14.11.1.12,10.03,8.04,26.020,28.022,27.014,29]nonacosa-1,3,5,7,10(29),11,13,16,18,20(28),22,24,26-tridecaene-9,21-dione |
| Kémiai azonosítók                                                                                               | |
| CAS-szám | 129898-49-3 |
| PubChem | 11767671 |
| ChemSpider | 9942356 |
| SMILES | CC(C)C1=C(C2=C3C4=C5C6=C(C(=CC(=C6C(C7=C(C=C(C(=C74)C(=O)C3=C1O)O)O)C8=CC=C(C=C8)O)O)O)C(=O)C9=C(C(=C(C2=C59)O)C(C)C)O)O                                                                                     |
| InChIKey | FRDONCXLMWOCKJ-UHFFFAOYSA-N |
| Kémiai és fizikai tulajdonságok                                                                                 | |
| Kémiai képlet                                                                                                   | C41H30O11 |
| Moláris tömeg                                                                                                   | 698,67 g/mol |
| Ha másként nem jelöljük, az adatok az anyag standardállapotára (100 kPa) és 25 °C-os hőmérsékletre vonatkoznak. | |

A Blepharisma fotofób, és magas fényszint esetén sötétebb térrészeket keres. Fényérzékelő képességét fotoszenzitív pigmentszemcsék teszik lehetővé, melyek közvetlenül a sejtmembrán alatt vannak. E pigmentek a blefarizminek, melyek a Blepharisma színét is adják. A természetben gyűjtött példányok rózsaszínek, de sötétben nevelve magas tápanyagtartalom mellett vörössé válnak. Fénynek való kitettség vagy éhezés hatására színük elvész, de az erősen pigmentált sejteket az erős fény meg is ölheti.

## Fajok
- B. americanum Suzuki, 1954

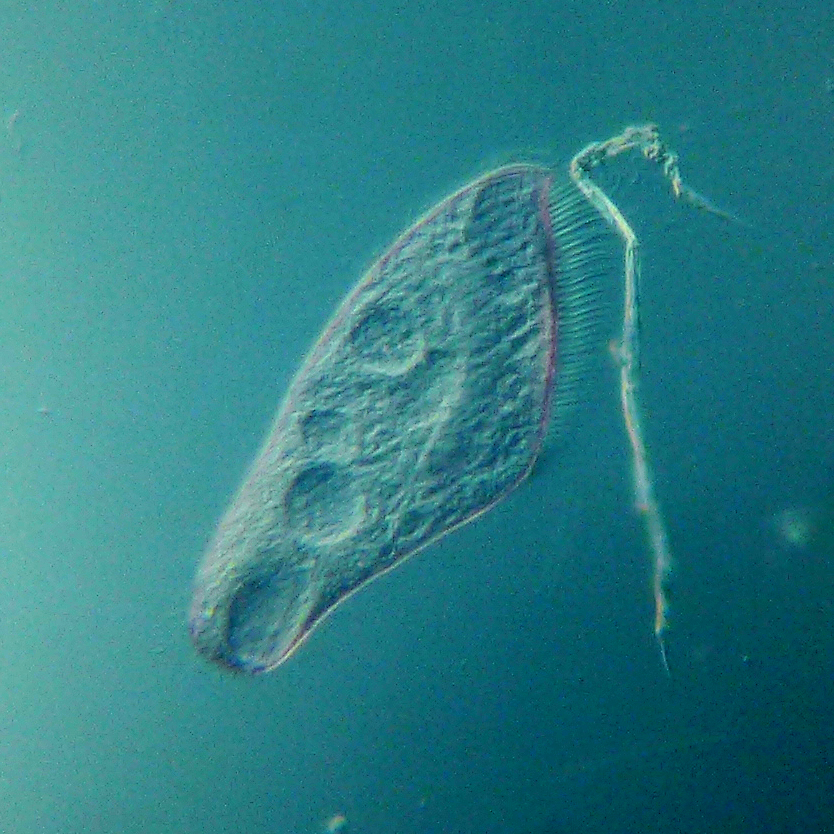
Blepharisma hyalinum

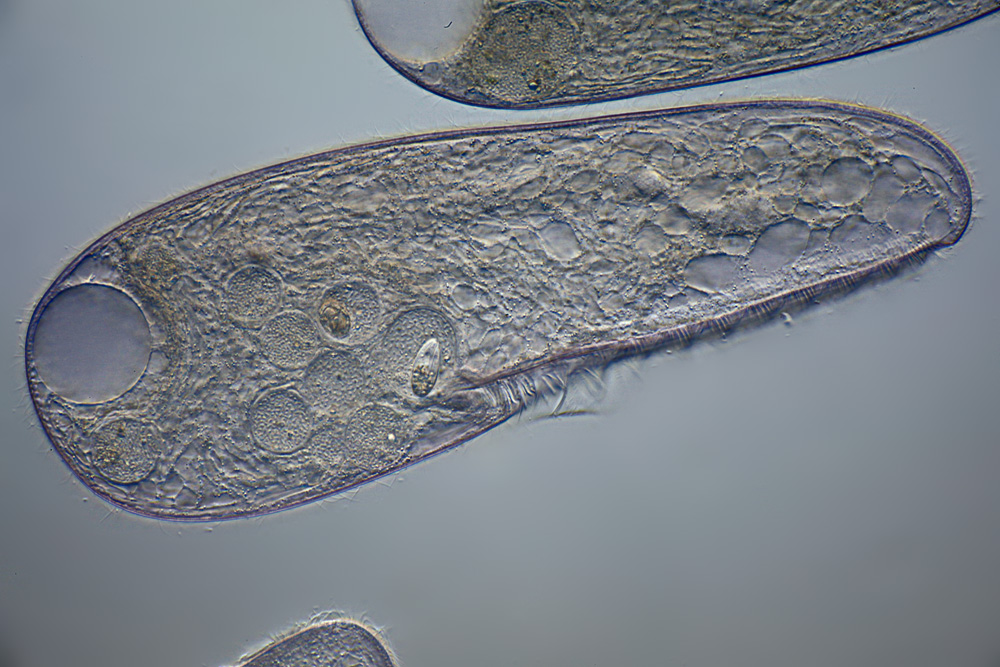
Blepharisma japonicum

- B. bimicronucleatum Villeneuve-Brachon 1940
- B. bothrostoma Mermod 1914
- B. botezati Lepsi, 1926
- B. coeruleum Gajevskaja, 1927
- B. caudatus Dumas 1937
- B. clarissimum Kahl, 1928
- B. dawsoni Christie & Hirshfield 1967
- B. dileptus Kahl, 1928
- B. elegans Vuxanovici 1963
- B. elongatum (Stokes, 1884) Kahl, 1926
- B. falcatum Gelei 1954
- B. galianoi Fernandez-Leborans 1979
- B. grayi Hartwig & Parker, 1977
- B. halophila Ruinen 1938 
  - Filogenetikailag kiugrik a Blepharisma halophilum írásmódváltozattal.[15]
- B. hyalinum Perty, 1852
- B. intermedium  Bhandary, 1962
- B. ichthyoides V. Gelei, 1933
- B. japonicum (Suzuki, 1954) Giese, 1973
- B. lateritium (Ehrenberg, 1831) Kahl, 1932
- B. lentis Gelei 1954
- B. melana Borror, 1963
- B. minima Lepsi, 1926
- B. multinucleata Dragesco, 1960
- B. musculus Penard, 1922
- B. ovalis Dumas 1937
- B. ovatum Penard, 1922
- B. parasalinarum Dragesco 1997
- B. persicinum Perty, 1849
- B. salinarum Florentin, 1899
- B. seshachari Bhandary, 1962
- B. sphagni Lepsi, 1926
- B. steini Kahl, 1932
- B. tardum Kahl, 1928
- B. undulans Stein, 1868
- B. velatum Vacelet, 1961
- B. vestitum Kahl, 1928
- B. violacea Tucolesco 1962
- B. vitreum Lepsi 1957
- B. wardsi Hirshfield, Isquith et Bhandary, 1965